# 黒薔薇は夜に咲く
『黒薔薇は夜に咲く』（くろばらはよるにさく）は2004年1月23日にD-Angelから発売された18歳未満購入禁止のパソコンゲーム（アダルトゲーム）ソフト。対応OSは日本語版Microsoft Windows 98/Me/2000/XP。メディアはCD-ROM1枚。

## 概要
舞台は19世紀のイギリス。主人公のネファスは貴族の一族の当主であるが、前々世の恋人の呪いでアルビノにされており、またがんに侵され、死が迫っている。主人公は孤児院で育ち売りに出されていたマリーツィアを幼いときに買取り、養女として育ててきた。ただしネファスはマリーツィアを自分の子供ではなく性的奴隷、または玩具として考えており、彼女を調教し凌辱していくことが残された人生の楽しみとなっている。
ゴスロリ衣装の少女に好きなプレイをさせて凌辱していくのが基本のゲームだが、主人公の前世、前々世の思い出や先代当主にまつわる出来事などが主人公の夢という形でシーンの合間に挿入されバックストーリーを形成している。

## 登場人物
ネファス
物語の主人公。代々続く貴族の一族の当主。アルビノで白い髪と赤い目をもつ。アルビノのため紫外線に弱く昼間は外出できない。また呪いでがんにかかっていて、呪いを解かない限り余命は短い。他人の記憶や考えていることを夢として見ることができる特殊能力を持っている。多数の兄弟がいたが、この能力を重視した先代当主の命によってアルカが全員を排除したためネファスが当主となることになった。その生い立ちのため性格は歪んでおり、マリーツィア以外にも過去に多数の女性を玩具として扱い、壊してきた。マリーツィアのことは愛しているが、その愛を歪んだ方法でしか表現できない。ただし選択したストーリーによっては優しい恋人になっていく。
実は前々世ではロリエ、前世ではマリーツィアと恋人同士だった。前世でマリーと瞳の色を交換したため、マリーと同じように瞳の色が左右で違っている。瞳の色はマリーと逆で右が青く左が黄色である。また、アルビノとして生まれたのは前々世の恋人だったロリエに呪いをかけられたためであり、彼が患っている癌も実はロリエがかけた呪いによるものである。
マリーツィア （声優：瑞希早苗）
本作のメインヒロイン。孤児院で育てられ売りに出されていたところをネファスに買い取られ、以後彼の養女として育てられた。育ての親であるネファスを深く愛しており、毎晩毎晩様々な方法で凌辱されてもその想いは変わらないでいる。実は前世ではネファスと恋人同士だったが、結婚直前に彼がロリエの呪いで原因不明の病にかかって死んでしまったため別れ別れになった。その際にネファスと瞳の色を交換したため瞳の色が左右逆で、右が黄色、左が青になっている。
ラフィーニ （声優：きらしょうこ）
ネファスの従妹で、主人公が病に倒れてからは当主の代理をしている。主人公を自分の物にしたいと思っていて、そのために自分の親を殺したことがある。
ロリエ （声優：石川乃奈）
ネファスの前に度々現れる黒いドレスの少女。
その正体はネファスの前々世の恋人だった女性の生まれ変わり。前々世ではネファスと恋人同士だったが、ネファスが貴族間の争いに巻き込まれて殺されてしまい別れ別れとなった。その際にネファスに黒薔薇を一輪もらっている。次の人生（前世）で再びネファスと巡り会ったが、その際ネファスが自分ではなくマリーを愛したのを恨み、彼を呪い殺した。現世でもネファスに呪いをかけ、前世でマリーと交換した瞳の色が分からぬようアルビノにしてしまった。更にネファスを呪いで癌にし、彼を呪い殺して自分と同じ世界へ連れて行こうとしている。
アルカ （声優：山咲真紀）
ネファスの恩師であり主治医。ネファスの家のハウスキーパーも務めている。
一見普通の女性に見えるが、その正体は魔女。魔女裁判で殺されかけていたところを先代当主であるネファスの祖父に助けられ、それ以来ネファスの家系に使えている。魔女であるためか年はとらないようである。魔弾を込めた銀色のリボルバーを携帯している。
ネファスの祖父に「他人の記憶や考えを夢に見られる能力をもったものをいかなる手段をもってしても当主にしろ」と命を受け、以後その命に従いその能力をもったネファスを当主にするためネファスの親兄弟を葬った。また、ネファスにかけられた呪いを解くためにロリエをおびき出そうと、マリーツィアとネファスを現世でめぐり逢わせるため様々な策略を行った。

## 特徴
主人公の従妹であるラフィーニを含めヒロインの服装は二人ともゴスロリ系であり、ゴスロリ衣装の少女に様々なプレイをさせていくことがメインのゲームである。またマリーツィアには着せ替えシステムがあり、全14種類の衣装が用意されている。